# Psaliodes bicolor
Psaliodes bicolor là một loài bướm đêm trong họ Geometridae.